# Сухопутні війська Бельгії

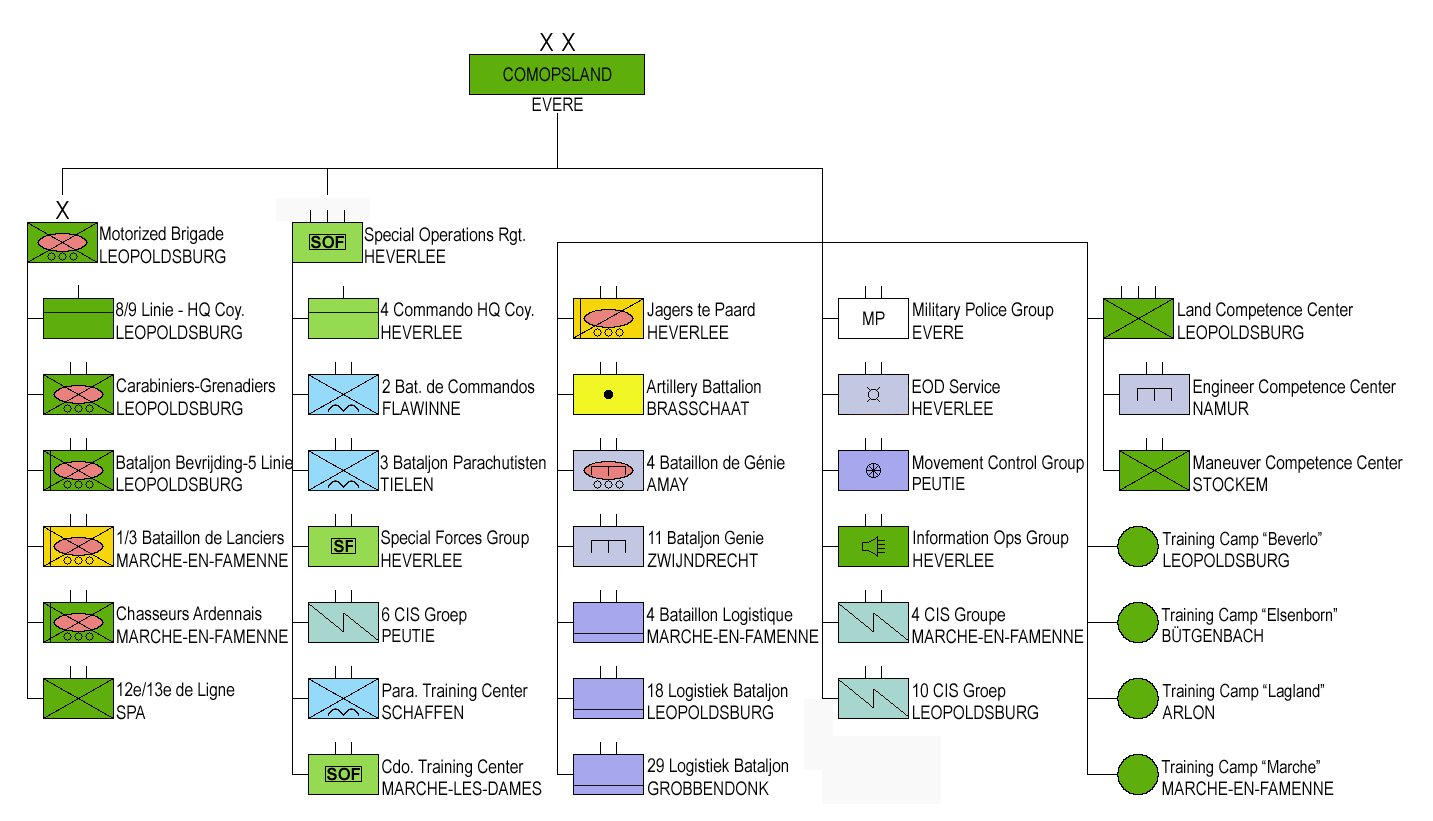
Організаційно-штатна структура бельгійської армії

Сухопутні війська Бельгії — наземний компонент, найбільший за чисельністю вид Збройних сил Збройних сил Королівства Бельгії, призначений для ведення активних бойових дій на сухопутних театрах воєнних дій.
Один з чотирьох видів Збройних сил Бельгії, разом з військово-морським, військово-повітряним та військово-медичним компонентами утворюють Збройні сили країни.
До складу сухопутних військ входять підрозділи піхоти, повітряно-десантних військ, танкових військ, армійської авіації, артилерії, війська ППО, розвідки та інших родів військ та спеціальних військ.
За станом на 2014 рік до складу бельгійської армії входили 2 бригади: середня механізована, зі штаб-квартирою у Леополдсбурзі, та легка механізована, зі штаб-квартирою у Марш-ан-Фамені, а також низка окремих полків, батальйонів, загонів, груп та установ.
За планом розширення Сухопутних військ Бельгія до 2032 розгорне нові піхотні бригади.

## Озброєння та військова техніка

### Стрілецька зброя
| Зброя                                 | Калібр     | Виробництво     | Примітки |
| ------------------------------------- | ---------- | --------------- | --- |
| Пістолети та пістолети-кулемети       |            |                 | |
| FN Five-seven                         | 5.7x28 mm  | Бельгія         | Використовувалися в минулому пілотами та бійцями сил спеціальних операцій Бельгії, згодом стало розповсюдженою зброєю для усіх ЗС Бельгії |
| FN P90                                | 5.7x28 mm  | Бельгія         | Особиста зброя, використовується елітними військами, у тому числі ССО Бельгії                                                             |
| Штурмові гвинтівки та карабіни        |            |                 | |
| FN FNC                                | 5,56×45 мм | Бельгія         | Штатна зброя |
| FN F2000                              | 5,56×45 мм | Бельгія         | Використовується спеціальними військами в обмеженій кількості, разом з FN FNC                                                             |
| FN SCAR                               | 5,56×45 мм | Бельгія         | 4500 SCAR-L та 287 SCAR-H штурмових гвинтівок замовлено та надійдуть на озброєння, як штатна зброя у 2015–2017                            |
| Снайперські гвинтівки                 |            |                 | |
| Accuracy International Arctic Warfare | 7,62×51 мм | Велика Британія | |
| M107                                  | 12,7×99 мм | США             | 47 Barret M107A1 замовлено та надійдуть на озброєння до кінця 2014                                                                        |
| Кулемети                              |            |                 | |
| FN Minimi                             | 5,56×45 мм | Бельгія         | Ручний кулемет |
| FN MAG                                | 7,62×51 мм | Бельгія         | Єдиний кулемет |
| M2HB                                  | 12,7×99 мм | США             | Великокаліберний кулемет |
| ПТРК                                  |            |                 | |
| MILAN                                 | 115 mm     | Франція         | ATGM |
| Spike-MR                              |            | Ізраїль         | ATGM |
| РПГ                                   |            |                 | |
| Panzerfaust 3                         | 110 mm     | Німеччина       | Протитанковий гранатомет. |
| Міномети                              |            |                 | |
| MO-120 RT-61                          | 120 mm     | Франція         | Близько 30 на озброєнні |
| M1 Mortar                             | 81 mm      | США             | Близько 42 на озброєнні |
| M19 Mortar                            | 60 mm      | США             | Близько 60 одиниць на озброєнні парашутного полку.                                                                                        |
| Гранати                               |            |                 | |
| Mecar M72 HE grenade                  | NA         | Бельгія         | Fragmentation hand grenade |
| Mecar M93BG grenade                   | NA         | Бельгія         | Гвинтівкова граната для FN FNC |
| M18 grenade                           | NA         | США             | димова граната |
| ПЗРК                                  |            |                 | |
| MISTRAL                               |            | Франція         | Переносний зенітно-ракетний комплекс з інфрачервоною системою наведення. 30 — на озброєнні                                                |

### Військова техніка
| Назва                              | Виробництво              | Тип                      | К-сть                    | Зображення               | Примітки |                          |
| Бойові броньовані машини           | Бойові броньовані машини | Бойові броньовані машини | Бойові броньовані машини | Бойові броньовані машини | Бойові броньовані машини | Бойові броньовані машини |
| ---------------------------------- | ------------------------ | ------------------------ | ------------------------ | ------------------------ | --- | ------------------------ |
| AIV                                | Швейцарія                | Бойова броньована машина | 268                      |                          | 7 варіантів: - 138 — GENIE варіант, що забезпечує мобільність та захищеність - 64 — FUS варіант для перевезення військ - 19 — DF30: версія БМ вогневої підтримки, оснащеної 30-мм автоматичною гарматою MK44 Bushmaster II в башті ORCWS-30 - 18 — DF90: машина вогневої підтримки з 90-мм гарматою - 14 — CP рухомий командний пост - 6 — машина медичної евакуації - 9 — БРЕМ |                          |
| Pandur I                           | Австрія                  | Бронетранспортер         | 59                       |                          | 45 Reconnaissance variants, 10 Ambulance variants and 4 Maintenance variants. |                          |
| MPPV                               | Німеччина                | Бронеавтомобіль          | 218                      |                          | 156 FUS варіант для перевезення військ, 52 варіанти КШМ та 10 машини евакуації. |                          |
| Неброньований військовий транспорт |                          |                          |                          |                          | |                          |
| Iveco LMV                          | Італія                   | Позашляховик             | 620                      |                          | надходять на заміну Volkswagen Iltis, 180 з опційно встановленим балістичним захистом |                          |
| Iltis                              | Німеччина                | Позашляховик             | 2 150                    |                          | знімаються з озброєння |                          |
| M-Gator                            | США                      | Позашляховик             |                          |                          | для медичної евакуації |                          |
| Iveco M250                         | Італія                   | Вантажний автомобіль     | 400                      |                          | 350 з опційно встановленим балістичним захистом |                          |